# Villarlurin
Villarlurin är en kommun i departementet Savoie i regionen Auvergne-Rhône-Alpes i sydöstra Frankrike. Kommunen ligger i kantonen Moûtiers som tillhör arrondissementet Albertville. År 2018 hade Villarlurin 324 invånare.

## Befolkningsutveckling
Antalet invånare i kommunen Villarlurin
| Referens: INSEE |